# Saturn Award du meilleur artiste d'animation
Le Saturn Award du meilleur artiste d'animation (Saturn Award for Best Animator) est une récompense cinématographique décernée en 1977 par l'Académie des films de science-fiction, fantastique et horreur (Academy of Science Fiction Fantasy & Horror Films).

## Palmarès
Note : L'année indiquée est celle de la cérémonie, récompensant les films sortis au cours de l'année précédente.

### Années 1970
- 1977 : Chuck Jones pour l'ensemble de sa carrière